# Регуляторные Т-клетки
Регуляторные Т-лимфоциты, Т-регуляторные клетки, Т-супрессоры (англ. regulatory T cells, suppressor T cells, Treg) — центральные регуляторы иммунного ответа. Основная их функция — контролировать силу и продолжительность иммунного ответа через регуляцию функции Т-эффекторных клеток (Т-хелперов и Т-киллеров).
Эти Т-лимфоциты экспрессируют FOXP3 — транскрипционный фактор, регулирующий транскрипцию генов, ответственных за дифференцировку Т-клеток и экспрессию цитокинов и других факторов, участвующих в супрессии иммунного ответа. Поэтому эти клетки часто называют регуляторными Т-клетками FOXP3+ (англ. FOXP3+ Treg cells). Кроме того, важным маркером Т-регуляторных клеток является экспрессия на их поверхности рецептора к цитокину IL-2 — CD25, соответственно их обозначают как CD25+-клетки. Помимо этих основных маркеров, клетки Treg на своей мембране экспрессируют CD62L, различные изоформы мембрано-связанной фосфатазы CD45. Различают несколько разных типов регуляторных Т-клеток: естественные Т-регуляторные клетки (T-reg1) и индуцибельные Т-регуляторные клетки (iT-reg). Индуцибельные Т-регуляторные клетки образуются под влиянием различных факторов на периферии, например, в региональных лимфатических узлах.

## История открытия и феномен иммуносупрессии
Феномен супрессии иммунного ответа был известен очень давно, и важно было выявить его механизмы, поэтому было предположено существование специфических клеток Т-супрессоров. Однако существование этих клеток долгое время не было подтверждено экспериментально. Лишь в конце 1990-х и в начале 2000-х годов было показано существование определенных Т-клеток, которые характеризовались фенотипом CD25+FOXP3+ и эффективно подавляли иммунный ответ, как это было изначально показано на моделях аутоиммунных заболеваний.

## Механизмы иммуносупрессии
Для супрессии иммунного ответа клетки Тreg выделяют цитокины: TGF-beta, IL-10, IFNγ, IL-35, а также экспрессируют на своей поверхности рецептор CTLA-4. Существуют несколько механизмов супрессии: прямой, при непосредственном контакте между клетками, и дистантный, осуществляющийся на расстоянии — например, через растворимые цитокины. Мишенями действия Тreg-клеток являются как Т-эффекторные клетки, так и дендритные клетки, ответственные за презентацию антигена и активацию Т-клеток. При дистантном механизме цитокины, выделяемые Тreg-клетками, например, трансформирующий ростовой фактор бета (TGF-beta), связываются со своими рецепторами на поверхности Т-эффекторных клеток и ингибирует их активацию, тем самым супрессируя иммунный ответ. Важным механизмом также служит захват IL-2 при помощи CD25 — рецептора к IL-2 и секвестрация рецептора у эффекторных Т-клеток, что препятствует активации после связывания комплекса MHC с антигеном, так как известно, что IL-2 является основным аутокринным стимулирующим фактором, поддерживающим дифференцировку и клональную экспансию Т-клеток.
Тreg-клетки, взаимодействуя с рецептором CD86 на дендритных клетках при помощи CTLA-4, способны ингибировать функцию активации дендритными клетками Т-клеток.
При прямом механизме супрессии Treg взаимодействуют с эффекторными Т-клетками и гранзим B действует через перфорины, образующие канал, вызывая апоптоз в этих клетках, тем самым элиминируя активные Т-клетки.

## Методы получения Тreg из ИПСК
ИПСК могут служить возобновляемым источником для крупномасштабного производства необходимых для терапии Тreg, что может снизить высокую стоимость и малодоступность терапии с использованием Тreg для пациентов. Появился метод получения Тreg путём их дифференциации из ИПСК c помощью стимуляции клеток смесью РМА с иономицином, который не требует дефицитных компонентов, таких как особая сыворотка и вспомогательные «питающие» клетки, что позволит обеспечить достаточное количество необходимых Тreg для борьбы с онкологическими и аутоиммунными заболеваниями.